# Port lotniczy Swansea
Swansea Airport (IATA: SWS, ICAO: EGFH) – port lotniczy znajdujący się 9,3 kilometra na południowy zachód od Swansea, w Walii (Wielka Brytania). 